# Дівчина на гойдалці (фільм)
«Дівчина на гойдалці» (англ. The Girl in a Swing) — американська надприродна еротична драма 1988 року режисера Гордона Гесслера з Мег Тіллі, Рупертом Фрейзером, Ніколасом Ле Прево та Елспет Грей у головних ролях. Заснований на романі Річарда Адамса «Дівчина на гойдалці» 1980 року, фільм розповідає про англійського антиквара, який подорожує до Копенгагена, де зустрічає таємничу секретарку німецького походження, закохується та одружується з нею. Нічого не знаючи про її родину чи походження, він незабаром відкриває темну сторону нової нареченої.

## Сюжет
Алан Десланд (Руперт Фрейзер) — англійський антиквар, який спеціалізується на кераміці. Відлюдник, холостяк без жодних романтичних зв'язків. Під час ділової поїздки до Копенгагена він наймає секретарку німецького походження Карін Фостер (Меґ Тіллі) для виконання канцелярської роботи — вона вільно володіє англійською, данською та німецькою мовами. Алан одразу відчуває потяг до Карін, і за кілька днів він глибоко закохується в неї. Карін — приваблива, чуттєва і загадкова жінка, яка мало розповідає про себе. Її вчинки відображають як тиху чутливість (плач під час концерту класичної музики), так і безпристрасну холодність (злам шиї пораненої чайки). Під час розмови про неодружену подругу Карін, Інґе, та її дитину Алан мимохіть зауважує, що йому було б важко одружитися з жінкою з дитиною — зауваження явно засмучує Карін. Перед від'їздом з Копенгагена Карін освідчується Алану в коханні, який у відповідь робить пропозицію шлюбу, і Карін погоджується.
Алан повертається до Англії і зустрічається зі своєю матір'ю, яка висловлює занепокоєння тим, що вони дуже мало знають про сім'ю Карін та її минуле. Коли Карін приїжджає, Алан починає помічати її дивну поведінку — її лякає голос дітей і вона боїться темряви. Під час підготовки до весілля Карін заявляє, що не може вінчатися в церкві. Однак грайлива чуттєвість Карін приголомшує і зачаровує Алана. Незабаром Алан і Карін вирушають у відпустку до США і одружуються за цивільною церемонією у Флориді, де проводять свій медовий місяць. Під час купання в озері Карін бачить під водою тіло, але Алан запевняє, що це лише стара колода.
Коли Алан і Карін повертаються до Англії, вона продовжує зачаровувати його і все їхнє коло спілкування, втягуючи в дискусії про філософію і релігію. На одній званій вечері вона запитує найкращого друга і вікарія Алана: «Чи можна щось пробачити?». Той відповідає, що так, якщо людина справді прощає себе. Алан підозрює, що в ній є щось глибоке і тривожне — якась темна таємниця або прихована провина.
Одного разу на аукціоні Карін робить ставку на дивний лот, який містить рідкісну статуетку дівчинки на гойдалці. Зрадівши знахідці, Алан перевіряє її справжність у Сотербі, який оцінює її вартість у понад 200 000 фунтів стерлінгів. Він стає ще щасливішим, коли початкова імпотенція першої шлюбної ночі поступається місцем нестримній сексуальності. У розмовах з Аланом і вікарієм Карін досліджує зв'язок між духовною і фізичною любов'ю — поняття, яке, на її думку, відсутнє в християнстві, але присутнє в язичницьких культах. Невдовзі Карін розповідає Алану, що вона вагітна.
Початкова радість Алана затьмарюється дивними подіями та видіннями. Він бачить, як з'являється, а потім зникає зелена іграшка-черепаха, і чує дитячий голос по телефону — те, що чує і Карін. Карін каже Алану, що хоче прийняти Святе Причастя. На месі її турбує проповідь вікарія про заповідь проти вбивства, а потім біля причастя вона бере євхаристію в руку, але не приймає її, і незабаром непритомніє. Вдома Алан намагається заспокоїти її, що все, що було в минулому, залишилося в минулому, але вона каже: «Нічого не залишилося в минулому». Карін продовжує чути дитячий плач у саду.
Коли місіс Тасвелл приходить доставити листи, Алан також чує плач дитини в саду. Вони йдуть розслідувати і знаходять у фонтані ляльку, що лежить обличчям донизу. Алан повертається і застає Карін в істериці. Зрозумівши, що вона знає, що спричиняє ці дивні події, Алан зачиняє всі двері та вікна, закриває штори, але під час сильного шторму плач продовжується в саду. Алан знову бачить зелену іграшку-черепаху в спальні.
Наступного дня Карін просить Алана забрати її. Перед від'їздом він знаходить чек на зелену іграшку-черепашку і з жахом розуміє, що вона купила її для своєї доньки якраз перед тим, як вбити її, зі страху, що Алан відкине її з дитиною. Усвідомлюючи шкоду, заподіяну його «необережними словами» в Копенгагені, Алан вигукує: «Нехай Бог змилується». Вони їдуть на пляж, де вона заходить у прибій. Вона виливає воду собі на голову в жесті хрещення, і він каже їй, що знає, що вона зробила. Вона роздягається, віддає йому обручку, і вони кохаються на пляжі. Коли хвилі накривають їх, вона непритомніє в його обіймах.
У лікарні Алан доглядає за нею і чує її останні слова німецькою: «Я не мала жалю». Наступного дня йому повідомляють, що вона померла вночі. Лікар підтверджує, що у неї була позаматкова вагітність, і що вона вже народжувала раніше. На судовому засіданні, даючи свідчення, Алан бачить привид Карін у плащі з капюшоном у глибині зали суду. Коли він розуміє, що це лише привид, він плаче. Переслідуваний своїми необережними словами, Алан розуміє, що його «потреба в охайному житті» призвела до трагедії. Повернувшись додому, він чує в саду голос Карін і виходить, щоб знайти її на гойдалці.

## Акторський склад
| Актор             | Роль                   |
| ----------------- | ---------------------- |
| Мег Тіллі         | Карін                  |
| Руперт Фрейзер    | Алан                   |
| Ніколас Ле Прево  | вікарій                |
| Елспет Грей       | місіс Десланд          |
| Лінсі Бакстер     | Барбара                |
| Жан Бот           | місіс Тасвелл          |
| Ханне Борхсеніус  | Ютте Борген            |
| Люба Касто        | дитина у воді          |
| Гелен Черрі       | леді Аліса             |
| Могенс Далсгаард  | концертний піаніст     |
| Су Елліот         | медсестра              |
| Джун Елліс        | леді на аукціоні       |
| Патрік Годфрі     | коронер                |
| Лорна Гейлброн    | Флік                   |
| Еббе Лангберг     | Пер Сімонсен           |
| Престон Локвуд    | людина з Сотбіс        |
| Леонард Магуайр   | доктор Фрейзер         |
| Вільям «Дюк» Мікс | містер Штайнберг       |
| Майкл Мелія       | поліціянт 1            |
| Тріне Міхельсен   | секретарка             |
| Гіларі Мінстер    | Джо                    |
| Клаус Паг         | чоловік у La Cocotte   |
| Ян Петерсен       | шеф-кухар у La Cocotte |
| Мартін Селвей     | поліціянт 2            |
| Клер Шепард       | Анжела                 |
| Аксель Строб'є    | Ярл Борген             |
| Софі Терсфілд     | Дейдра                 |
| Ральф Вейд        | аукціоніст             |

## Відгуки

### Каса
«Дівчина на гойдалках» заробила в США 747 013 доларів США.

### Критика
Фільм отримав неоднозначні відгуки. У рецензії в Chicago Sun-Times Роджер Еберт дав «Дівчині на гойдалці» дві з половиною зірки, написавши: «Я б вдячний за якусь розв'язку історії — замість плутанини, у якій вона зрештою зникає». Еберт виділив гру Тіллі як варту уваги: «Якщо фільм розчаровує, він не є нецікавим. Це вже друга роль Тіллі в ролі заворожливої жінки за останній час — після недооціненого „Маскараду“ — і вона створює справді оригінальний перформанс, жінку іноді мрійливу, іноді напружену, і завжди страждаючу. Ця гра настільки хороша, що заслуговує на кращий фільм».
У своїй рецензії на AllRovi Лінда Расмуссен написала: «Фільм не зовсім вдалий через неквапливу режисуру Гордона Гесслера і брак темпу, необхідного для створення справжнього напруження. Але, незважаючи на цей недолік, чутлива гра Меґ Тіллі робить фільм вартим перегляду, і він є захоплюючим психологічним дослідженням одержимості, пристрасті та провини».